# Joan Castelló
Joan Castelló (Principat de Catalunya, segle XV - Principat de Catalunya, segle xvi) fou mestre de capella de la catedral de Barcelona, on tingué molt de renom. F.J. Fétis, en la seva Biographie universelle des musiciens… (1833-1844), afirmava que Mateu Fletxa el Vell s'havia format a Barcelona sota el seu mestratge. En alguns llocs apareix també amb el nom de Castells.
Val a dir que es coneix un Joan Castelló que exercí d'organista de la catedral de Girona, entre els anys 1525 i 1527, de qui se sap solament aquesta única dada. Òbviament aquest fet puntual esdevé, per ell mateix, insuficient per vincular-los.